# Paro

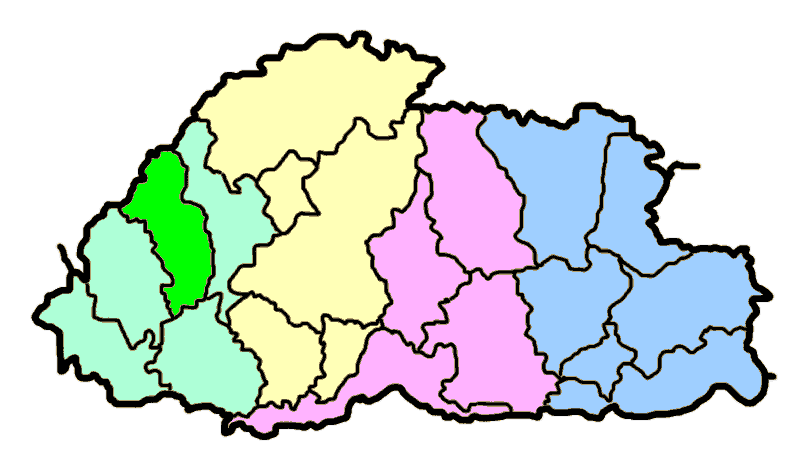
Localização de Paro no Butão (verde destacado)

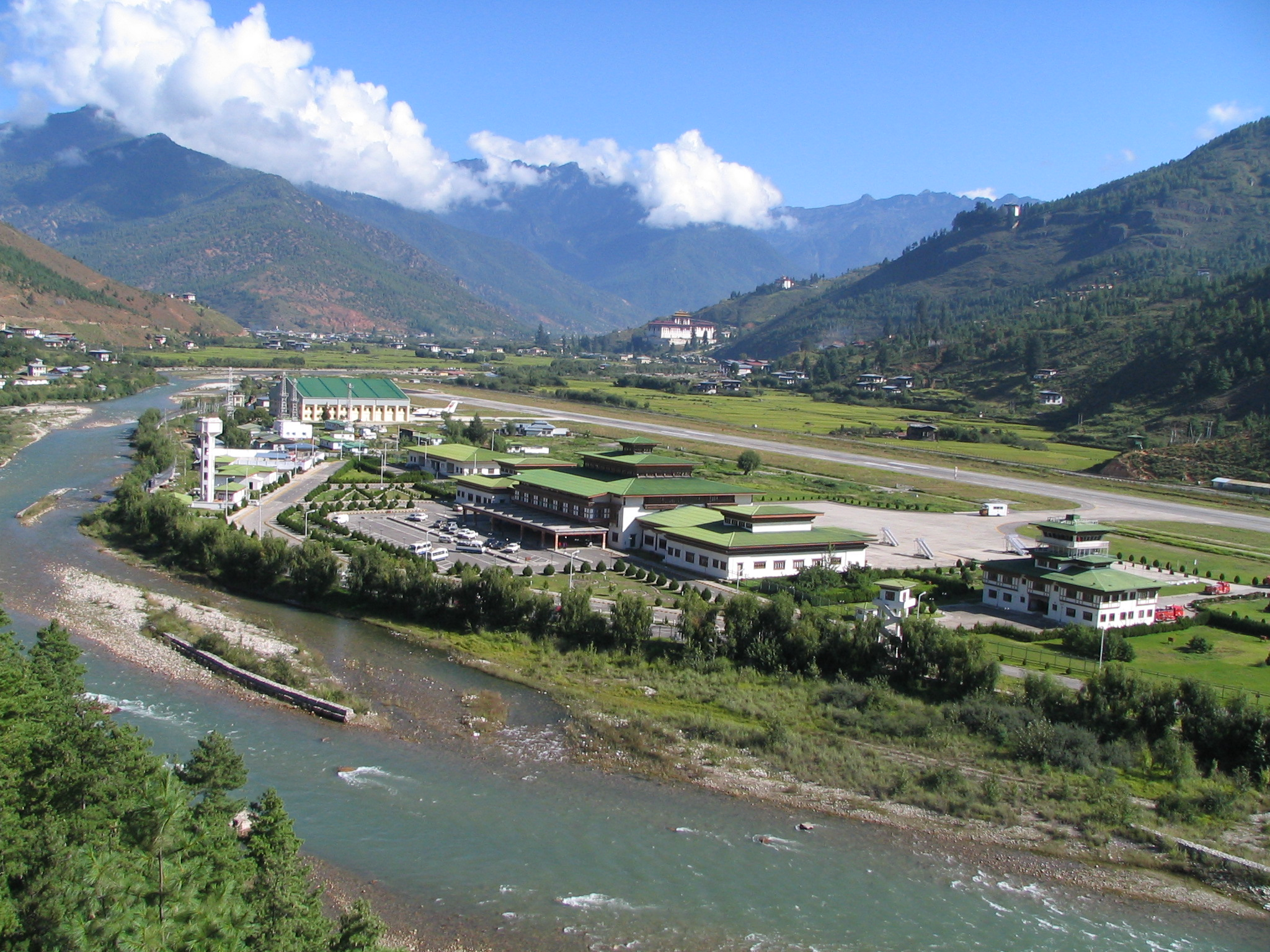
Aeroporto de Paro

Paro (Djongkha: སྤ་རོ་རྫོང་ཁག་) é um distrito do Butão, onde fica a cidade homônima. É nesta cidade que fica localizado o aeroporto internacional. 